# Paola Gonzaga

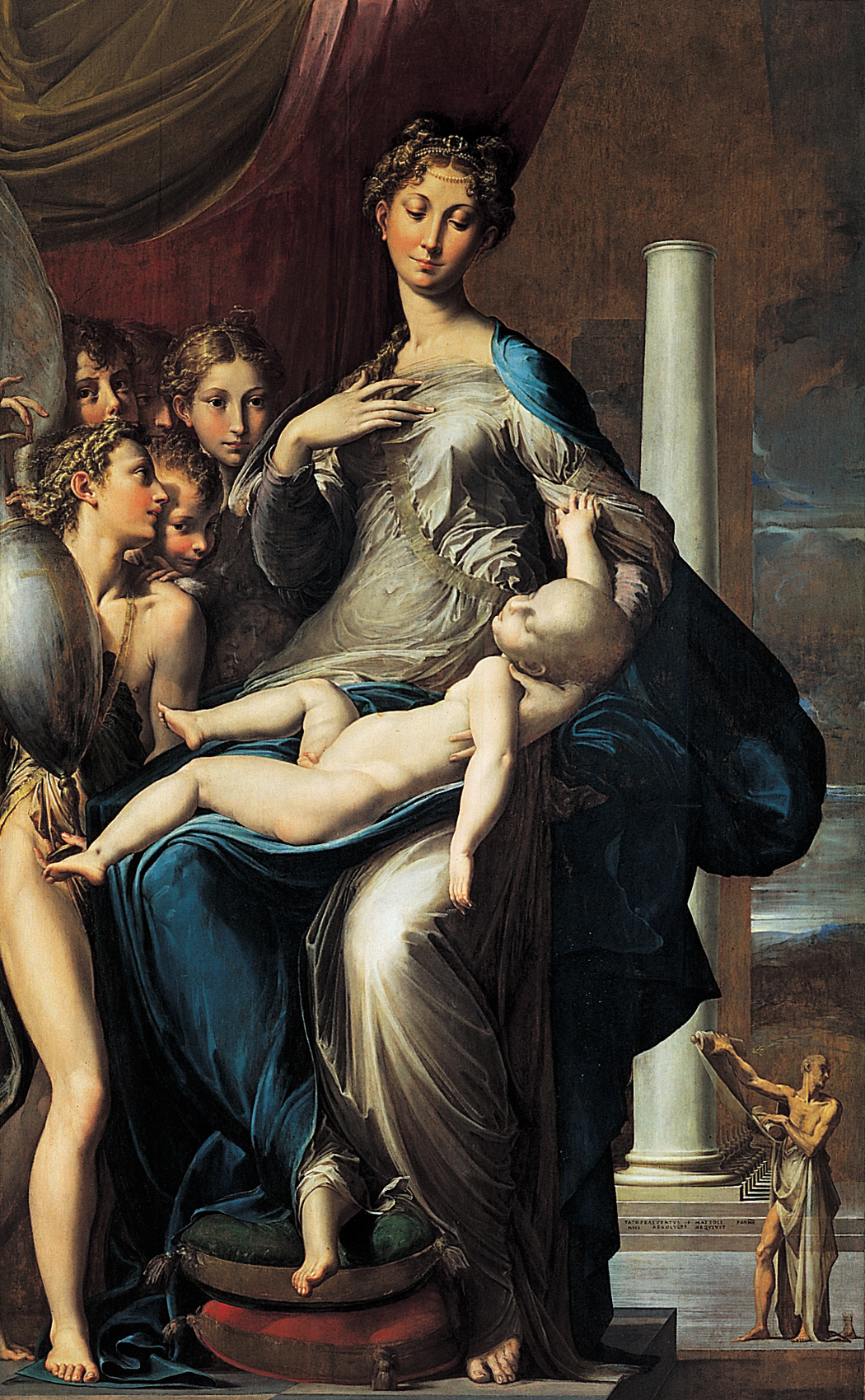
Parmigianino, Madonna dal collo lungo, 1534.

Paola Gonzaga Sanvitale (Sabbioneta, ... – 1550) è stata una nobildonna italiana.

## Biografia
Paola la maggiore delle sei figlie di Ludovico Gonzaga e di Francesca Fieschi, sorella di Giulia, sposò nel 1516 il conte Gian Galeazzo Sanvitale, figlio di Jacopo e di Veronica da Correggio, signore di Fontanellato, alleato dei francesi e del papa e che nutriva particolare amicizia per i Farnese.
Donna di cultura fece della rocca di Fontanellato un vitale centro artistico e fu committente di celebri opere d'arte, come gli enigmatici affreschi con la Storia di Diana e Atteone dipinti dal Parmigianino nel 1524 e dove venne ritratta in una delle lunette in veste di Cerere, con una spiga e uno scrigno in mano.
Secondo alcuni studiosi nelle vesti della Madonna dal collo lungo, eseguita dal Parmigianino attorno al 1535 su commissione di Elena Baiardi, venne ritratta proprio Paola Gonzaga.

## Discendenza
Dal loro matrimonio nacquero nove figli:
- Giacomantonio (?-1563), sposò Emilia Pallavicino dei Marchesi di Zibello-Sogliano;
- Roberto, sposò Antonia Gonzaga;
- Luigi, al servizio della Francia e sposò Corona Cavazzi;
- Eucherio (?-1570), vescovo;
- Pirro;
- Federico (?-1553);
- Filotea;
- Pericaria;
- Clizia.

## Ascendenza
|                       |                     |                                   | Genitori                       |  |  | Nonni |  |  | Bisnonni            |  |  | Trisnonni             |  |
|                       |                     |                                   |                                |  |  |       |  |  | Ludovico II Gonzaga |  |  | Gianfrancesco Gonzaga |  |
|                       |                     |                                   |                                |  |  |       |  |  | Ludovico II Gonzaga |  |  | Gianfrancesco Gonzaga |  |
|                       |                     | Paola Malatesta                   |                                |  |  |       |  |  | Ludovico II Gonzaga |  |  |                       |  |
| Gianfrancesco Gonzaga |                     |                                   |                                |  |  |       |  |  | Ludovico II Gonzaga |  |  |                       |  |
|                       |                     | Barbara di Brandeburgo            | Giovanni l'Alchimista          |  |  |       |  |  |                     |  |  |                       |  |
|                       |                     | Barbara di Brandeburgo            | Giovanni l'Alchimista          |  |  |       |  |  |                     |  |  |                       |  |
|                       |                     | Barbara di Brandeburgo            | Barbara di Sassonia-Wittenberg |  |  |       |  |  |                     |  |  |                       |  |
| Ludovico Gonzaga      |                     | Barbara di Brandeburgo            |                                |  |  |       |  |  |                     |  |  |                       |  |
|                       |                     | Pirro del Balzo                   | Francesco II del Balzo         |  |  |       |  |  |                     |  |  |                       |  |
|                       |                     | Pirro del Balzo                   | Francesco II del Balzo         |  |  |       |  |  |                     |  |  |                       |  |
|                       |                     | Pirro del Balzo                   | Sancia di Chiaromonte          |  |  |       |  |  |                     |  |  |                       |  |
| Antonia del Balzo     |                     | Pirro del Balzo                   |                                |  |  |       |  |  |                     |  |  |                       |  |
|                       |                     | Maria Donata Orsini               | Gabriele Orsini del Balzo      |  |  |       |  |  |                     |  |  |                       |  |
|                       |                     | Maria Donata Orsini               | Gabriele Orsini del Balzo      |  |  |       |  |  |                     |  |  |                       |  |
|                       |                     | Maria Donata Orsini               | Giovanna Caracciolo            |  |  |       |  |  |                     |  |  |                       |  |
| Paola Gonzaga         |                     | Maria Donata Orsini               |                                |  |  |       |  |  |                     |  |  |                       |  |
|                       | Gianluigi I Fieschi | …                                 |                                |  |  |       |  |  |                     |  |  |                       |  |
|                       | Gianluigi I Fieschi | …                                 |                                |  |  |       |  |  |                     |  |  |                       |  |
|                       | Gianluigi I Fieschi | …                                 |                                |  |  |       |  |  |                     |  |  |                       |  |
| Gianluigi II Fieschi  | Gianluigi I Fieschi |                                   |                                |  |  |       |  |  |                     |  |  |                       |  |
|                       |                     | Luisetta Fregoso                  | …                              |  |  |       |  |  |                     |  |  |                       |  |
|                       |                     | Luisetta Fregoso                  | …                              |  |  |       |  |  |                     |  |  |                       |  |
|                       |                     | Luisetta Fregoso                  | …                              |  |  |       |  |  |                     |  |  |                       |  |
| Francesca Fieschi     |                     | Luisetta Fregoso                  |                                |  |  |       |  |  |                     |  |  |                       |  |
|                       |                     | Giovanni I Lazzarino Del Carretto | …                              |  |  |       |  |  |                     |  |  |                       |  |
|                       |                     | Giovanni I Lazzarino Del Carretto | …                              |  |  |       |  |  |                     |  |  |                       |  |
|                       |                     | Giovanni I Lazzarino Del Carretto | …                              |  |  |       |  |  |                     |  |  |                       |  |
| Caterina del Carretto |                     | Giovanni I Lazzarino Del Carretto |                                |  |  |       |  |  |                     |  |  |                       |  |
|                       |                     | Viscontina Adorno                 | …                              |  |  |       |  |  |                     |  |  |                       |  |
|                       |                     | Viscontina Adorno                 | …                              |  |  |       |  |  |                     |  |  |                       |  |
|                       |                     | Viscontina Adorno                 | …                              |  |  |       |  |  |                     |  |  |                       |  |
|                       |                     | Viscontina Adorno                 |                                |  |  |       |  |  |                     |  |  |                       |  |